# سجين سياسي
السجين السياسي أو سجين الرأي هو شخصية موقوفة حالياً أو سابقاً بدون تهمة جنائية بسبب توجهاته وأفكاره السياسية أو الأيديولوجية المخالفة لتفكير الحزب أو الائتلاف الحاكم في دولة ما لا تعترف بالقوانين الدولية التي تنص على حرية الفكر السياسي وإطلاق الحريات العامة.
يندرج مصطلح السجين السياسي على الشخصيات التي تعبر عن مواقف معتدلة بالنسبة للسياسات المتبعة ضمن تلك الدولة، وعادة ما يكون السجين السياسي من المناضلين الذين ينادون بالحريات العامة والعدالة الاجتماعية وله تاريخ في العمل الاجتماعي ونشاط سياسي واضح أو غير واضح في إحدى الاتجاهات الأيديولوجية والتي ليست بالضرورة تعارض الفكر الحاكم أو السلطة في تلك الدولة، وإنما تنتقد تطبيق تلك الأفكار.
فكما أن السجين السياسي قد يكون مخالفاً للحكم في الدولة، فإنه قد يكون موافقاً للفكر الحاكم ولكنه مخالف للفساد المرافق لذلك التطبيق، فيقوم بتنشيط الحس السياسي لدى بعض الفئات لمواجهة ذلك الفساد، وعادة ما يرجع يتم التصدي لأفكاره من قبل السلطات الأمنية بسبب قوة الأجهزة الأمنية والاستخباراتية في تلك الدولة، فيتم القبض عليه وإحضار تقارير استخباراتية تفيد بنشاطه السياسي المخالف للدولة.
يتعرض معظم السجناء السياسيين للتعذيب والإهانة النفسية وأحياناً الجسدية ويوضعون في معظم الحالات في سجون لا تخضع للمراقبة الدولية، وفي أغلب الأحيان في أقبية مخابراتية تغلب عليها الانعزالية لعدم تمكينه من نشر فكره داخل الزنزانات، ويتم التحقيق معه لفترات طويلة جداً وأخذ اعترافات منه تحت التعذيب والإذلال والتهديد الجسدي والنفسي وتهديده بتدمير حياته أو حياة عائلته أو أقربائه أو حزبه أو رفاق دربه النضالي، وعادة ما يتم الحكم عليه بمحاكم داخلية دون وجود محامي محايد أو بوجود محام بشكل صوري لا يقوم بمهامه بالدفاع عنه لأسباب كثيرة منها الضغوط وغير ذلك.
في كثير من الحالات يتم التعامل مع السجناء السياسيين بعناية فائقة حتى لا يخسروا حياتهم أثناء التعذيب، فهم يشكلون ورقة رابحة للعديد من الأنظمة التي تهدد أصحاب ذلك الفكر باعتقال زعيمه أو أحد زعاماته والضغط عليهم لتخفيف نشاطهم مقابل اطلاق سراحه أو معاملته معاملة أفضل، وفي الكثير من الحالات تتمكن السلطات من كبح جماح الفكر السياسي لفترة زمنية معينة عن طريق الاعتقال بتهم سياسية.
يذكر أن لمثل هذه الدول تهم جاهزة مدبرة مثل «اضعاف الشعور القومي» عند الدول احادية الحزب، أو «النيل من هيبة الدولة»... الخ من التهم التي يستطيع أضعف محامي دحضها بدستور البلاد نفسه في كثير من الحالات لو توفر له حرية الدفاع.